# Terra di Re Cristiano X

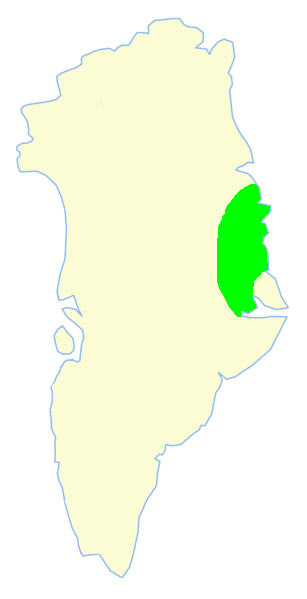
La Terra di Re Cristiano X

La Terra di Re Cristiano X è un territorio della Groenlandia che è dedicato a Cristiano X di Danimarca. Si trova nel Parco nazionale della Groenlandia nordorientale; a nord confina con la Terra di Re Federico VIII e a sud-est con la Terra di Jameson, mentre è bagnata ad est dal Mare di Groenlandia. Il picco più alto è il Monte Petermann.